# Castello di Murlo
Il castello di Murlo è un insediamento fortificato sito a nord di Perugia a metà strada tra Antognolla e Migiana di Monte Tezio.

## Storia del castello

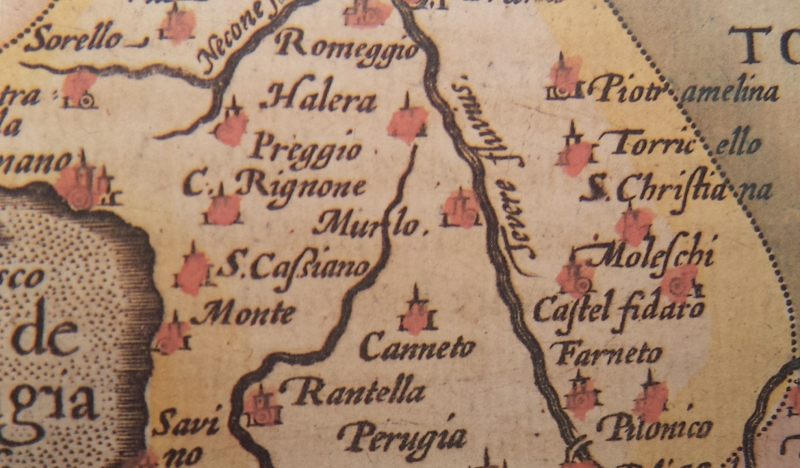
Mappa del Contado Perugino del 1570

Il complesso costituisce l'evoluzione di un antico castello medievale, sorto su un precedente sito di epoca romana, del quale oggi rimane solo il mastio quadrato, dell'XI secolo, ed alcuni tratti delle spesse mura di cinta.
Antichi manoscritti , come anche la tradizione orale, riferiscono che “si trovavano frequentemente nei contorni di Murlo avanzi d'antichità dai quali si può congetturare che ivi fosse nei più remoti tempi qualche luogo considerabile”.
Altra fonte manoscritta riporta il ritrovamento in Murlo da parte dei conti Oddi di una lapide con un'antichissima iscrizione in latino, che fu donata dalla famiglia Oddi al Monastero di San Pietro di Perugia per collocarla nel portico dello stesso tra le altre antiche iscrizioni.
L'antichità dell'insediamento trova altresì conferma nella presenza, nelle vicinanze di Murlo, sulla cima del Monte Elceto di Murlo (m. 620), dei resti di una fortificazione montana di epoca protostorica, facente parte - insieme all'insediamento sul Monte Civitelle ed a quello sul Monte Acuto – di una rete di “castellieri” protostorici aventi funzioni di guardiania e di controllo dei sottostanti fondi vallivi e stradali.
Nel 1087 il castello viene menzionato in una pergamena dell'abbazia di Santa Maria di Valdiponte, riportante, tra i testimoni di un atto di enfiteusi, un tal «Johannis de castro Murli». In seguito l'insediamento dovette perdere per qualche tempo importanza ed essere parzialmente abbandonato poiché nelle fonti successive i focolari di Murlo risultano sempre censiti insieme a quelli del vicino villaggio rurale di Somonte (villa Somontis), sviluppatosi intorno alla chiesa parrocchiale di San Savino, “a poche centinaia di metri dal castello di Murlo”.
Il castello compare nella carta di Ignazio Danti del 1577, affrescata nella Galleria delle Carte Geografiche del Vaticano.
Nel 1580 Murlo viene attaccato ed occupato dal condottiero Alfonso Piccolomini, conte di Montemarciano.
Dal XIV al XVIII secolo fu feudo della famiglia Oddi di Perugia. Sforza Oddi, celebre giureconsulto del XVI secolo, è vissuto a Murlo per lungo tempo e vi ha composto i suoi insigni trattati De Juramento e De Restitutione in Integrum,  confessando egli stesso che se queste opere sono di qualche utile agli studiosi della legge e di qualche onore alla patria se ne deve tutto il merito alla solitudine della sua villa di Murlo e non allo strepitio della Città o dei Ginnasi.
Successivamente il complesso e la vastissima tenuta sono passati ai de Fonseca Pimentel ed ai Carabba Tettamanti Radziwill.